# Szlak Wzgórze Polak – Pogranicze Regionów
Szlak "Wzgórze Polak" prowadzi na miejsce jednej z większych bitew Powstania Styczniowego. W miejscu bitwy postawiono pomnik upamiętniający uczestników bitwy  w tym  poległych Węgrów. Obok pomnika znajduje się kamień pamiątkowy Marcina Borelowskiego „Lelewela”, który ze wzgórza Polak dowodził powstańcami w bitwie pod Panasówką 03.09 1863 r.
Trasa jest urozmaicona krajobrazowo – jedną z jej atrakcji są widoki strefy krawędziowej Roztocza w kierunku wzniesień "Łyse Byki" oraz kompleksy leśne i bagienne lasów biłgorajskich. Łączy się ze szlakiem Greenvelo
Wymaga dobrej kondycji  i doświadczenia

## Przebieg szlaku
- Biłgoraj
- Ignatówka
- Żelebsko
- Trzęsiny
- Lipowiec
- Panasówka
- Wzgórze Polak
- Tereszpol
- Bukownica
- Wola Duża
- Wola Mała
- Biłgoraj